# Chiesa del Carmine (Carrara)
La chiesa del Carmine è un edificio di culto cattolico situato in via Loris Giorgi (già via Alberica) a Carrara, in provincia di Massa-Carrara.

## Storia

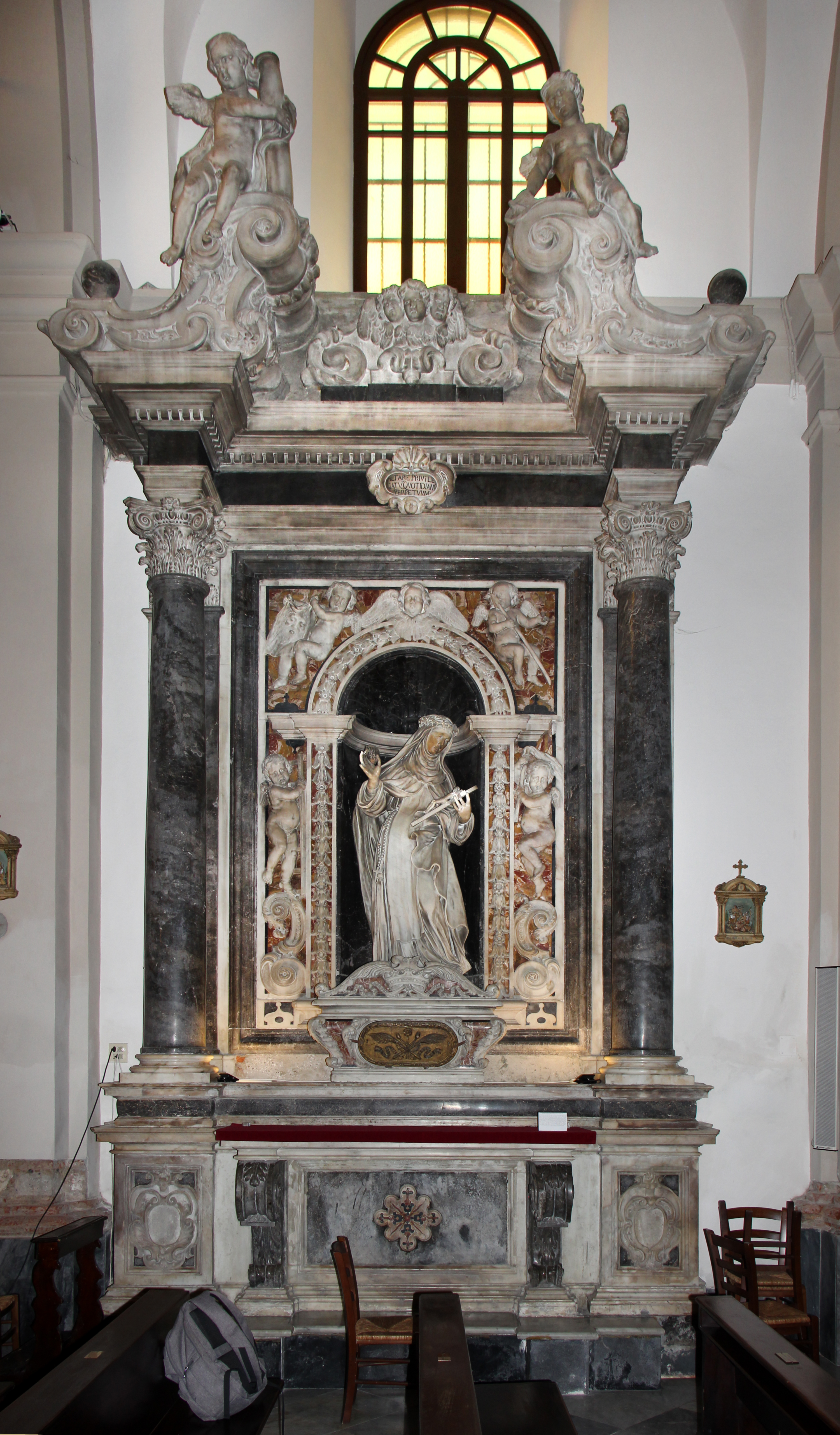
L'altare di Santa Maria Maddalena de' Pazzi, di Giovanni Lazzoni (1685)

Il 30 dicembre 1587 il marchese di Carrara Alberico I Cybo-Malaspina donava ai padri carmelitani del convento di Fivizzano un terreno nei pressi del palazzo marchionale, tra una delle porte della nuova cinta muraria, Porta a Mare e la nuova strada rettilinea che conduceva alla da poco creata piazza Alberica.
Nel 1605 la chiesa venne consacrata dal vescovo Giovanni Battista Salvago e nel 1610 fu terminato il contiguo convento. Questo, durante l'occupazione francese (1799-1814), fu trasformato prima in distretto militare e poi in laboratorio di scultura per la locale famiglia di artisti Lazzerini. La chiesa stessa divenne una sorta di galleria d'arte per i locali scultori, fino alla Restaurazione, quando fu riaperta al culto e restaurata. Nel XIX secolo il convento divenne prima caserma dei dragoni, poi ufficio postale ed infine frazionato e trasformato in abitazioni e fondi commerciali.
Nel 1946 la chiesa fu affidata al clero secolare, dal 1961 al 1999 ai Padri Gesuiti e dal novembre 1999 ai Missionari di Maria.

## Descrizione
L'edificio, che risale al XVI secolo, è una significativa testimonianza del gusto barocco, frutto di una cultura tutta orientata sui modelli dell'Italia del Nord e in particolare della Liguria.
Sul portale è un rilievo con Madonna col Bambino, opera attribuita a Bartolomé Ordóñez (1515-1520). All'interno è una pittura Madonna del Carmine del XVI secolo, attribuita a Domenico Fiasella.
Di pregevole fattura l'altare dedicato a santa Maria Maddalena de' Pazzi, eretto nel 1675 a spese del conte Francesco Maria Diana.